# چارلز کین
چارلز ال. کین (چارلز لوئیس کین) (زاده ۱۲ ژانویه ۱۹۶۳) یک فیزیکدان نظری در حوزه ماده چگال است و استاد ممتاز فیزیک کریستوفر اچ براون در دانشگاه پنسیلوانیا است. او مدرک کارشناسی خود را در دوره فیزیک دانشگاه شیکاگو در سال 1985 سپری کرد و مدرک دکترای خود را در موسسه فناوری ماساچوست در سال ۱۹۸۹ دریافت کرد. پیش از پیوستن به دانشگاه پنسیلوانیا، او یک محقق فوق دکترا در IBM بود.